# Yleisradio
Yleisradio Oy (Rundradion in svedese), abbreviata come Yle, è la radiotelevisione di Stato finlandese, che trasmette in tutto il territorio nazionale e anche in Svezia. Il 99,99% della società è di proprietà dello Stato.

## Storia
L'azienda venne fondata nel 1926, ed è formata da quattro canali televisivi digitali terrestri, 13 stazioni radiofoniche nazionali e 25 regionali qui sotto elencati.
Dal 1º gennaio 2013 non riscuote più il canone, ma una particolare tassa progressiva da cui sono esentati i redditi più bassi.
L'azienda produce anche programmi in lingua svedese, realizzati dai dipartimenti Finlands Svenska Television e Finlands Svenska Radio.

## Canali TV digitali terrestri
- Yle TV1
- Yle TV2
- Yle Teema & Fem (fusione tra il canale educativo Yle Teema ed il canale in lingua svedese Yle Fem)
- TV Finland

## Canali radio nazionali
- Yle Radio 1
- YleX
- Yle Radio Suomi
- Yle Puhe
- Yle Radio Vega
- Yle X3M
- Yle Klassinen

## Canali radio regionali
- Etelä-Karjalan Radio
- Etelä-Savon Radio
- Radio Häme
- Radio Itä-Uusimaa
- Kainuun Radio
- Radio Keski-Pohjanmaa
- Radio Keski-Suomi
- Kymenlaakson Radio
- Lapin Radio
- Radio Perämeri
- Ylen Läntinen
- Tampereen Radio
- Pohjanmaan Radio
- Pohjois-Karjalan Radio
- Oulu Radio
- Radio Savo
- Lahden Radio
- Ylen aikainen
- Satakunnan Radio
- Turun Radio
- Saamen Radio